# 1-甲基-2-十一烷基喹啉-4(1H)-酮
1-甲基-2-十一烷基喹啉-4(1H)-酮是一种含氮有机化合物，化学式C
21H
31NO，属于一种喹啉类生物碱，存在于芸香（Ruta graveolens）等植物中。